# Jevrem Kosnić
Jevrem Kosnić (Kirin Serbia: Јеврем Коснић; sinh 28 tháng 4 năm 1993) là một cầu thủ bóng đá Thụy Sĩ gốc Serbia thi đấu cho Vojvodina, ở vị trí trung vệ.
Sinh ra ở St. Gallen, Thụy Sĩ, Kosnić bắt đầu thi đấu ở Serbia, tại FK Rad.